# Marc Benninga
Marc Alexander Benninga (ur. 15 lutego 1961 w Lejdzie) – holenderski hokeista na trawie. Brązowy medalista olimpijski z Seulu.
Igrzyska w 1988 były jego jedyną olimpiadą. Występował w obronie, w reprezentacji Holandii zagrał 53 razy. Był mistrzem świata (1990), brał udział w turniejach Champions Trophy. Hokeistką, bardziej utytułowaną, była także jego siostra Carina.